# Бабче
Ба́бче — село в Україні, у Івано-Франківському районі Івано-Франківської області. Входить до складу Солотвинської селищної громади. колишній центр сільської ради. Розташоване за 20 км від залізничної станції Надвірна. Населення — 2 484 особи (2001).

## Географія
Біля села проходить автомагістраль Солотвин — Надвірна. Межує з селами Маркова та Молодьків (Надвірнянський район). Через село протікає річка Лукавець.

## Назва
Назва пов'язана з давньоукраїнською міфологією, де баба — жіноче божество, тітка бога Святовита, яка витала над світом у вигляді хмар, пізніше уособлювала світло і нібито жила у горах, на високих кручах.
За народним переказом, за часів татарських нападів, жінка з невісткою із с. Старуня, рятуючись від загибелі, утекла до лісу. Її чоловік і син загинули в бою. У лісі втікачі знайшли яр із потоком води. Поруч була печера, у якій вони заховалися. Незабаром сюди прибули й інші втікачі. Так виникло село, яке мешканці навколишніх поселень назвали Бабче, бо започаткували його баби.

## Історія
На території Прикарпаття є багато сіл, які мають назви з коренем ‘"баба”. Наприклад: Бабинці, Баб’янка, Бабухів. У давніх слов'ян, а також у волохів, досить поширеним було чоловіче ім’я “баба”.
Анто́ній Шна́йдер у своїй праці "Encyklopedya kraioznawstwa Galicyi " (див. EKG, II. g) зазначає, що село існувало в I пол. XIII ст. і мало первинну назву Баби та ймовірно було засноване даками-волохами в XII ст., а потім було зруйноване монголо-татарами в 1242 р. У часи правління польського короля Владислава Яга́йла(1386-1434 рр.) його відбудували, але 1593 р. воно було повністю спалене татарською ордою. Проте дуже скоро відродилося.
Починаючи з 40-х років XIV ст. за землі Прикарпаття розпочинається боротьба між Польщею, Угорщиною та Литвою. У 1349 територію Прикарпаття захопили польські магнати, які змінили назву села на Бабче[джерело?]. Підданий міг перейти до іншого пана на Різдво, сплативши викуп. Були утворені великі панські господарства — фільварки.
Перші відомості про село датовані 1434 роком. Село розташувалося в міжгір’ї і розбудувалось вздовж потока, який називався також Бабче, а пізніше Бабчанка.
У 1539 році село повністю спалили татари. Вторгнення татар було і пізніше, проте село відбудовувалось заново.
Гійом де Боплан працюючи над картою для польського короля в 1645 — 1650 роках, мандрував по Русі і коли відвідував Галицькі землі, то місцевість записав на карті як Babeczen. 

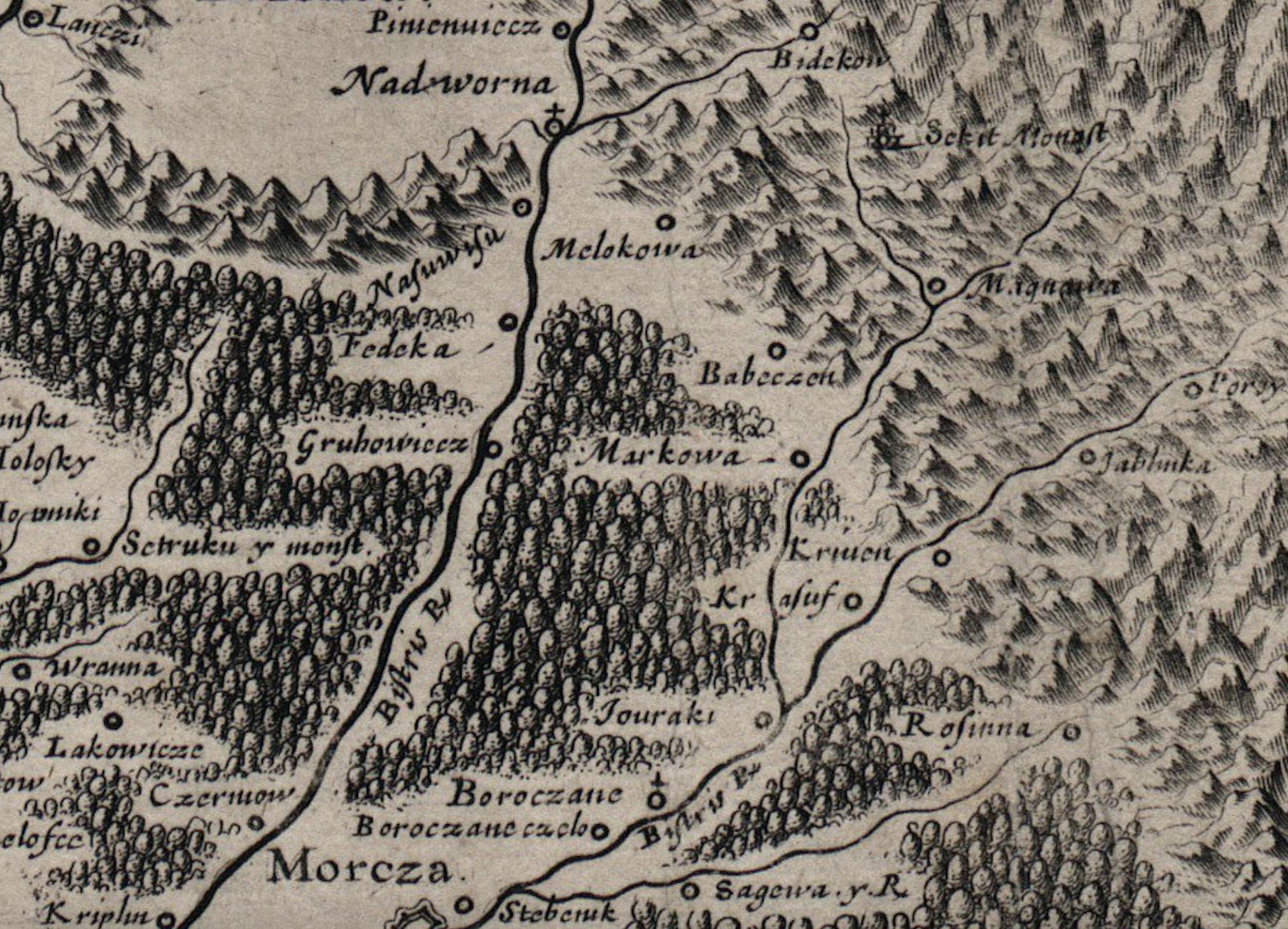
Babeczen на карті Боплана (1650).

Прославлений ватажок Олекса Довбуш два рази зупинявся в селі Бабчому на відпочинок, коли йшов на Солотвин. А як повертався з Богородчан після розгрому замку, то у Бабчому ділив здобич. Очевидно, що він мав у селі друзів і помічників. Ось як писав про цей факт Гнат Хоткевич у книзі "Довбуш”: «Ішли так, що ще затемна були коло Солотвино. Звернули на Бабче, аж там собі дозволили спочинок. Почали паювати здобич — гроші, пістолі, вироби із золота та срібла».
У 1772 році, після поділу Речі Посполитої, Прикарпаття переходить під владу Австрійської монархії. Під тиском народних мас австрійський уряд у 1848 році скасував панщину. Жителі нашого села цього ж року вперше голосували. Депутатом до австрійського парламенту від Солотвинської округи був обраний Іван Капущак, житель села Підгір’я, який виступив з гнівною промовою в парламенті на захист бідняків. Цю промову пізніше було опубліковано у «Новій рейнській газеті», яку високо оцінив Іван Франко.
У 1869 році в Бабчому нараховувалось 211 хат, у яких проживало 1840 чоловік. У 1858 році відкрито парафіяльну однокласну школу, яка в 1895 році стала вже двокласною. Діти вчилися церковного співу, молитов, читати, рахувати. Навчання припинялось із настанням холодів, бо діти не мали взуття і теплої одежі.
Перша церква в селі була побудована в 1805 році ― за переказами старожилів села. Антін Могильницький приїхав у Бабче в 1859 році, став на парафію і був священиком до серпня 1873 року.
У 1902 році церкву розібрали і забрали до села Гвізд. Селяни почали будувати нову церкву, до кінця року церкву було побудовано, і відтоді, навіть у найважчі часи, не була закрита. До цього старенького храму ходять жителі села і нині.
У 1905-07 роках в селі відбувся мітинг, на якому селяни піднімали питання прав народної освіти, розподілу панської землі, поліпшення умов праці. Організатором мітингу був М.М.Огерук.
У 1914 році розпочалася Перша світова війна. Австрія оголосила мобілізацію. Багато жителів села пішли на фронт, що в 1915 році проходив недалеко від Бабчого. Відступаючи, австрійські війська залишили склади артилерійських снарядів, які ще й тепер знаходять люди в урочищі “Дубки”.
Після розпаду Австро-Угорської монархії в 1918 р., село анексовано Польською народною республікою. Становище жителів села погіршилось. Про це свідчить такий факт: «За 20 років польського панування було видано 50 Декретів про податок. Ось лише кілька назв податків: натуральний, майновий, за пасовиська, плата за паспорти, за людей і худобу, значки на хатах, возах, плата за переїзди та ін». Злидні та відсутність елементарної системи охорони здоров’я призводили до частих епідемій, хвороб і смертей. У 1931 році від холери в селі померло більше сотні чоловік, вимирали цілі сім’ї. їх хоронили на окремому цвинтарі, куди заборонялось ходити. І дотепер частина старого цвинтаря в селі називається “холерник”.
У 1933-34 рр. від тифу померло в селі 17 чоловік. Доведені до відчаю, збіднілі селяни шукали роботи в наймах у куркулів, жебракували, частина залишала свою землю і шукали життя в заморських країнах. Лише два робітники з села працювали у Биткові на нафтопромислі, а невелика бригада працювала на лісорозробках в селі Зелена Надвірнянського повіту. На роботу йшли пішки, несучи з собою мізерний запас їжі ― кукурудзяне борошно, кисле молоко, капустяні коржі. Жили селяни в лісі, у колибі.
17 вересня 1939 року СРСР зайняла Галичину. У 1941 році село захопили німці і були тут до 10 серпня 1944 року, а 15 серпня 1944 наше село разом зі всією Україною були знову захоплені СРСР.
Перший колгосп засновано в лютому 1950 року, назва його “Комсомолець”. Перший голова колгоспу був Огерук С.М..
Коли чужа людина іде в Бабче, то її попереджають не покладатись на інформацію місцевого люду, бо він настільки дотримується конспірації у спілкуванні з приїжджими, що не те, що зайвого не скаже, а й на цілком невинне запитання просто так, сходу, не відповість. Історичні перипетії змусили мешканців бути обережними, оскільки багатьох людей примусово виселили з села під час Другої світової війни. У ті часи приїздили в село з району “уповноважені” зі списком родин, які підлягають негайному вивезенню. Маленька затримка зі зборами — і з хат вже стягали дах. Залишивши домівки, худобу, тільки з вузлами речей першої необхідності люди вирушали у невідомість. Потяг відвозив їх у село Новоукраїнка Сокальського району Львівської області. Ще не так давно воно називалось Варяж і жили в ньому поляки. На новому місці бабченці пускали коріння, одружувались, народжували. Працювали, почали швидко наживати добро, але більшість так і не прижились. В 1960-ті потягнулись зі своїм добром з Новоукраїнки назад в рідне село. На чужині ж навчились триматись гурту, бути обережними в словах і вчинках, недовірливими до чужих.

## Населення
Згідно з переписом УРСР 1989 року чисельність наявного населення села становила 2386 осіб, з яких 1152 чоловіки та 1234 жінки.
За переписом населення України 2001 року в селі мешкала 2481 особа.

### Мова
Розподіл населення за рідною мовою за даними перепису 2001 року:
| Мова       | Відсоток |
| ---------- | -------- |
| українська | 99,92 %  |
| російська  | 0,08 %   |

## Релігія
У селі є релігійна громада Православної церкви України храму Святого Архистратига Михаїла.
До Другої світової війни парафія була греко-католицька. Парафія належала до Богородчанського деканату Станиславської дієцезії. При церкві діяли апостольство молитви, братство побожності та парафіяльна читальня «Скала».
У 1938 році в селі мешкало 1715 греко-католиків. У Бабчому та сусідньому селі Маркова разом мешкало 20 римо-католиків та 36 юдеїв.
Православна церква України імені Святого Архистратига Михаїла побудована 1816 року на кошти громади; хрестоподібна, дерев’яна. 
Іконостас п’ятиярусний різьблений. Дзвіниця побудована 1818 р. 
Останній ремонт храму (заміна покрівельного матеріалу та ремонт вхідних сходів) відбувся у 2017 році.
З благолословення архиєпископа Іоасафа у 2007 році громадою розпочато будівництво нового храму на честь Трьох Святителів, який було відкрито та освячено в 2021 році.
При церкві діє братство, сестринство.
Попередні настоятелі: Антін Могильницький (1811-1873), Йосип Могильницький (1830-1914), Євген Могильницький (1875-1905), Роман Петровський (1864-1935), Макарій Кричковський, Володимир Березюк, Спиридон Мартинків, Іван Кліщ, ієромонах Григорій Кульматицький, Іван Климбус, Іван Плав’юк, Іван Кицелюк, Дмитро Сливоцький, Степан Волочій (1930-2005).
Протоієрей Тарас Степанович Волочій народився 23 липня 1969 року в с. Соколівка Косівського р-ну Івано-Франківської області в сім’ї священика.
21 листопада 1997 року висвячений в сан священика єпископом Івано-Франківським і Галицьким Іоасафом.
У 1997 році призначений настоятелем храму Архистратига Михаїла села Бабче Богородчанського району, де і служить.
Освіта: Івано-Франківська духовна семінарія (1998).
Остання нагорода – сан протоієрея.
Одружений, виховує дочку.
22 травня 2016 року в четверту неділю після Пасхи та у день свята Перенесення мощей святителя і чудотворця Миколая, Високопреосвященніший митрополит Івано-Франківський і Галицький Іоасаф, з архипастирським візитом відвідав парафію села Бабче
Богородчанського району, де у храмі Архистратига Михаїла звершив святкову Божественну літургію з нагоди 200-літнього ювілею храму.
Його високопреосвященству співслужили: настоятель храму протоієрей Тарас Волочій та духовенство Богородчанського деканату. Проповідь перед причастям вірних виголосив священник Миколай Савчин.
Після закінченні Літургії Архипастир звернувся до пастви з повчальним словом на закінчення якого привітав настоятеля та усіх парафіян з храмовим ювілеєм. В свою чергу отець Тарас висловив щиру подяку Владиці-митрополиту за архипастирський візит та в знак поваги подарував букет квітів.
Після богослужіння отець-настоятель ознайомив Владику із станом проведення завершальних будівельних робіт у Трьох Святительському храмі парафії.
26 вересня 2021 року відбулось освячення храму на честь Трьох святителів та Божественна літургія, яку провів митрополит Київський і всієї України, предстоятель Православної церкви України Епіфаній.

## Економіка
На території села розташоване допоміжне господарство Солотвинського лісокомбінату.
Зокрема верстат типу "пилорама" та приватний цех по обробці деревини,виготовленні меблів, дверей, вікон тощо.
У селі діють 9 продуктових та 1 будівельний магазин, кафе, нічний клуб.
На території села залягають нафто-конденсатні поклади Битків-Бабченського родовища, пробурено більше десятка свердловин, які активно діють.
Їздять автобуси зі сполученням Бабче-Богородчани (2 перевізники), Бабче-Івано-Франківськ (1 перевізник) та проміжний Надвірна-Солотвин.

## Соціальна сфера
У Бабчому є ліцей та дитячий садок, будинок культури, медпункт, бібліотека.
У міжвоєнний період в селі діяла 2-класова державна школа з українською мовою навчання.

## Пам'ятки
У Бабчому споруджено пам'ятник воїнам, що загинули на фронтах Другої світової війни. Діє дерев'яна церква святого Архистратига Михаїла, споруджена 1816 року, та Храм Трьох Святителів збудований в 2021 році.
На території села є 3 цвинтарі при ПЦУ св.Арх.Михаїла.
До Другої світової війни та антирелігійного терору, проведеного радянською владою, у селі було 6 придорожніх капличок.На даний час в селі налічується близько 50 придорожніх капличок.
На фасаді Бабченського ліцею встановлено меморіальну дошку Антіну Любичу Могильницькому, який був парафіяльним священиком цього села протягом 1859-1873 років..

## Цікаві факти
Місцевий житель, Климбус Герасим, прославився тим, що зробив собі дерев’яний велосипед. Робив персні та кульчики з монет. А музика був такий, що вже тільки його участь у сільському весіллі ставала гарантією його успіху, бо грав на всіх народних музичних інструментах. А також умів ремонтувати годинники.
Кріцак Ілько — перший у Бабчому, в 1947 році, освоїв шоферську професію.
Радовецький Юрко — перший в селі купив собі справжній заводський велосипед. Може тому, що в якийсь час взявся підпільно друкувати гроші.
Радовецький Дмитро та Більчак Василь — робили колеса та інші запасні частини до возів.